# Chamela
Chamela er en lille by i staten Jalisco, på Mexicos vestkyst. Byen Chamela ligger på den sydlige ende af en bugt kaldet Bahía de Chamela eller "Chamela Bay". San Mateo og Punta Perula er de to andre byer langs bugten. Byen ligger i nærheden af den bedre kendte ferieby Careyes og kystområdet Costa Careyes.
Chamela var en havn i den spanske kolonitid, som ofte besøges af galeoner. Også kendt som  Island Bay blev Chamelas øer erklæret for et beskyttet naturområde af den mexicanske regering den 9. april 2001. Det er for det meste et uudviklet turistmål, selv om flere virksomheder har annonceret planer om at udvikle feriesteder på bugten.
Et projekt for at udvikle en lystbådehavn på bugtens nordligste punkt (Punta Perula) er blevet erstattet af Roberto Hernández Ramírezs plan om at udvikle en marina i Careyes i stedet.